# Provinz Azuay
Die Provinz Azuay (span. Provincia de Azuay) ist eine Provinz in Ecuador. Sie liegt im südlichen Andenhochland (Sierra) des Landes, ist etwa 8200 km² groß und hat etwa 800.000 Einwohner. In der Provinz Azuay liegen Berge von bis zu 4500 Metern Höhe. Die Hauptstadt ist Cuenca.

## Lage und Geographie

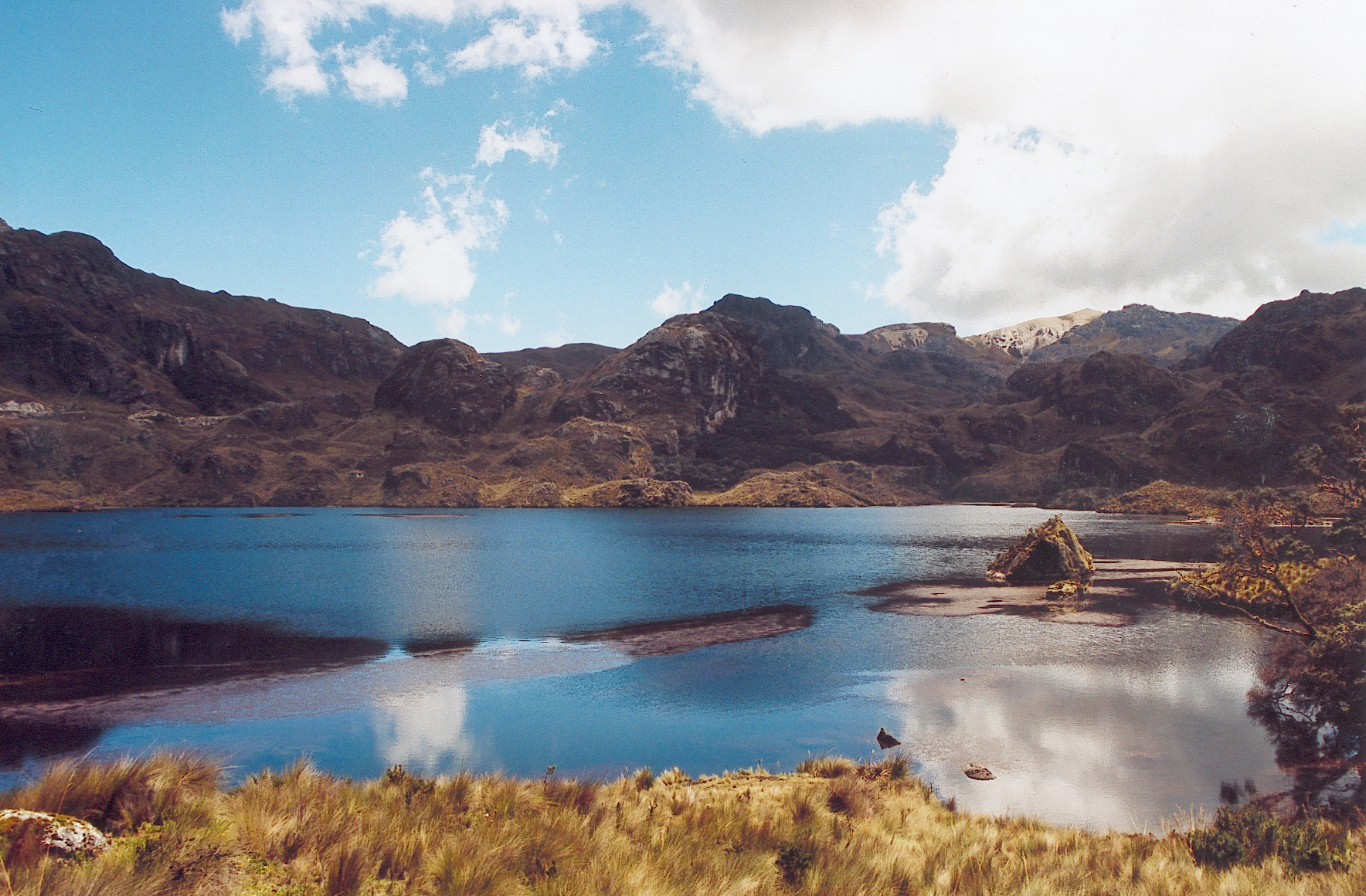
Bergsee im Cajas-Nationalpark

Azuay liegt im südlichen Teil der ecuadorianischen Andenregion, die Sierra genannt wird. Es grenzt im Norden an die Provinz Cañar, im Osten an die Provinz Morona Santiago, im Süden an die Provinzen Zamora Chinchipe und Loja und im Westen an El Oro und Guayas. In Nord-Süd-Richtung verläuft die Panamericana durch die Provinz. Wichtige Flüsse sind der Río Tomebamba, der Río Tarqui und der Río Paute. An letzterem befindet sich das größte Wasserkraftwerk des Landes, die Amaluza-Talsperre (auch Talsperre Daniel Palacios genannt).
Der Nationalpark Cajas mit Bergen von bis zu 4500 m Höhe liegt in der Provinz Azuay.

## Geschichte
Durch das Gesetz über die territoriale Aufteilung (span. Ley de División Territorial) Großkolumbiens vom 25. Juni 1824 entstand auf älteren Grundlagen das Departamento del Azuay mit Hauptstadt in Cuenca, das drei Provinzen umfasste: Azuay mit Hauptstadt Cuenca, Loja mit Hauptstadt Loja und Jaén de Bracamoros und Mainas (Amazonasprovinzen) mit Hauptstadt Jaén. Dies entspricht in etwa dem Gebiet der heutigen Provinzen Cañar, Loja, El Oro, Morona Santiago und Zamora Chinchipe sowie dem Großteil des 1904 und nach dem Peruanisch-Ecuadorianischen Krieg im Protokoll von Río de Janeiro 1942 an Peru verlorenen östlichen Staatsgebiets.
Aus der Provinz Cuenca selbst wurde 1880 die Provinz Cañar ausgegliedert.
Der Name Azuay stammt aus der Sprache der Kañari, deren Siedlungsschwerpunkt die Region um Cuenca bildete.
Entwicklung der Einwohnerzahl der Provinz Azuay bei landesweiten Volkszählungen zum jeweiligen Gebietsstand:
| Jahr                    | Einwohner | +/-    |
| ----------------------- | --------- | ------ |
| 1950                    | 250.975   | –      |
| 1962                    | 274.642   | 9,4 %  |
| 1974                    | 367.324   | 33,7 % |
| 1982                    | 442.019   | 20,3 % |
| 1990                    | 506.090   | 14,5 % |
| 2001                    | 599.546   | 18,5 % |
| 2010                    | 712.127   | 18,8 % |
| 2022                    | 801.609   | 12,6 % |
| Datenherkunft: Wikidata |           |        |

## Kantone

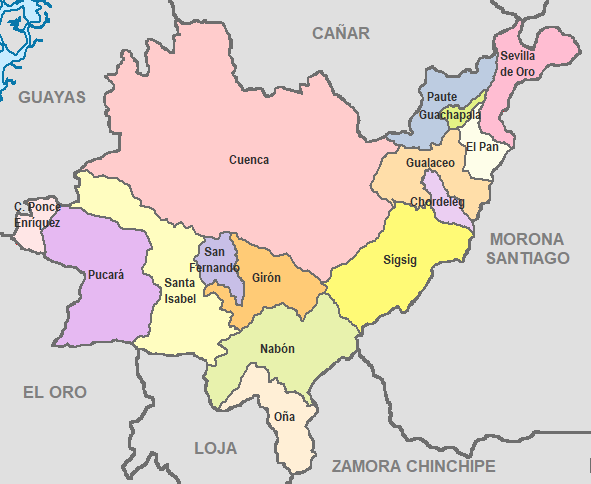
Kantone der Provinz Azuay

Die Provinz ist derzeit in 15 Kantone unterteilt. Diese sind (in der Reihenfolge ihrer Einrichtung):
1. Cuenca (eingerichtet 1824, Hauptort: Cuenca)
2. Gualaceo (eingerichtet 1824; Hauptort: Gualaceo)
3. Paute (eingerichtet 1860, Hauptort: Paute)
4. Sígsig (eingerichtet 1864, Hauptort: Sígsig)
5. Girón (eingerichtet 1884, Hauptort Girón; der Kanton Girón wurde bereits 1824 erstmals und Anfang der 1850er Jahre wieder eingerichtet, 1854 jedoch wieder aufgelöst)
6. Santa Isabel (eingerichtet 1945, Hauptort: Santa Isabel)
7. San Fernando (eingerichtet 1986, Hauptort: San Fernando)
8. Nabón (eingerichtet 1987, Hauptort: Nabón)
9. Pucará (eingerichtet 1988, Hauptort: Pucará)
10. San Felipe de Oña (eingerichtet 1991, Hauptort: San Felipe de Oña)
11. Chordeleg (eingerichtet 1992, Hauptort: Chordeleg)
12. El Pan (eingerichtet 1992, Hauptort: El Pan)
13. Sevilla de Oro (eingerichtet 1992, Hauptort: Sevilla de Oro; wahrscheinlich benannt nach der 1599 zerstörten spanischen Siedlung Sevilla de Oro)
14. Guachapala (eingerichtet 1996, Hauptort: Guachapala)
15. Camilo Ponce Enríquez (eingerichtet: 2002, Hauptort: Camilo Ponce Enríquez; Camilo Ponce Enríquez (1912–1976) war von 1956 bis 1960 Staatspräsident Ecuadors)